# 中国2010年上海世界博览会希腊馆

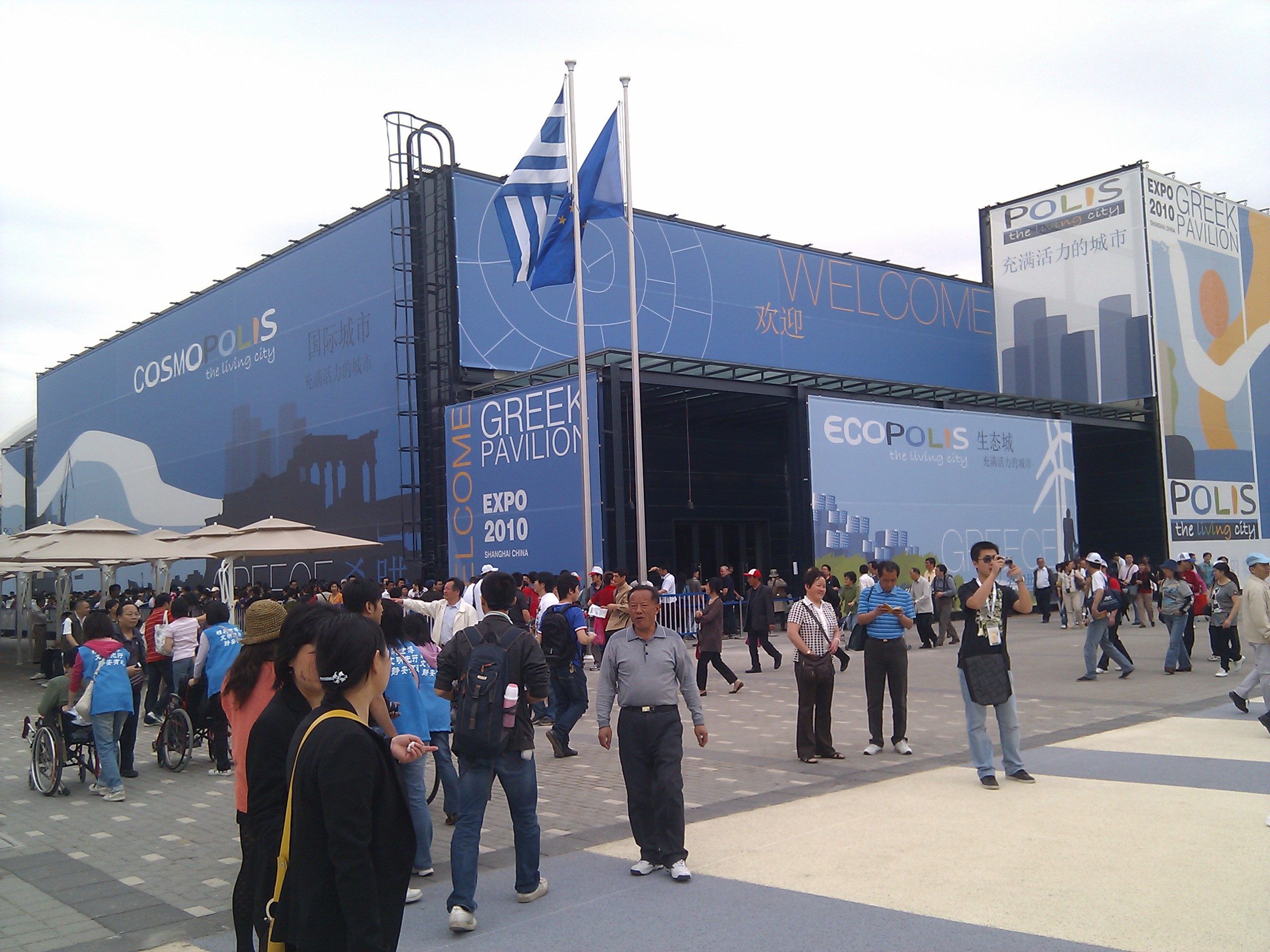
希腊馆

中国2010年上海世界博览会希腊馆，简称希腊馆（英文：Greece Pavilion at Expo 2010），是中国2010年上海世界博览会代表希腊的展馆，位于世博园区C片区。该展馆的主题为“POLIS:充满活力的城市”，其展馆的国家馆日为6月19日。该展馆包括10个主题，即拱廊、城市与大海、集市、生态、城市一乡村、剧场、共同生活、繁荣、步行道和港口、广场。该馆的特色是把希腊城市生活的24小时浓缩成了12小时。